# بطولة الأمم الخمس 1984
بطولة الأمم الخمسة 1984 (بالإنجليزية: 1984 Five Nations Championship)‏ هو الموسم 90 من  بطولة الأمم الخمسة، كان عدد الأندية المشاركة فيه  5، وفاز فيه منتخب إنجلترا الوطني لاتحاد الرغبي.